# Lufthansa-Flug Stuttgart-Barcelona (D-AMHL)
Am 27. September 1944 ging bei Saint-Nicolas-lès-Cîteaux, Frankreich auf dem Flug vom Flughafen Stuttgart-Echterdingen (heute Flughafen Stuttgart) nach Flughafen Barcelona-El Prat die Focke-Wulf Fw 200D-2 mit dem Luftfahrzeugkennzeichen D-AHML verloren.
Die D-AMHL soll angeblich von einem in Dijon-Longvic, Frankreich stationierten Nachtjäger des Typs Bristol Beaufighter Mk VIF der 415th Night Fighter Squadron abgeschossen worden sein. Alle 9 Insassen, davon 4 Besatzungsmitglieder starben.

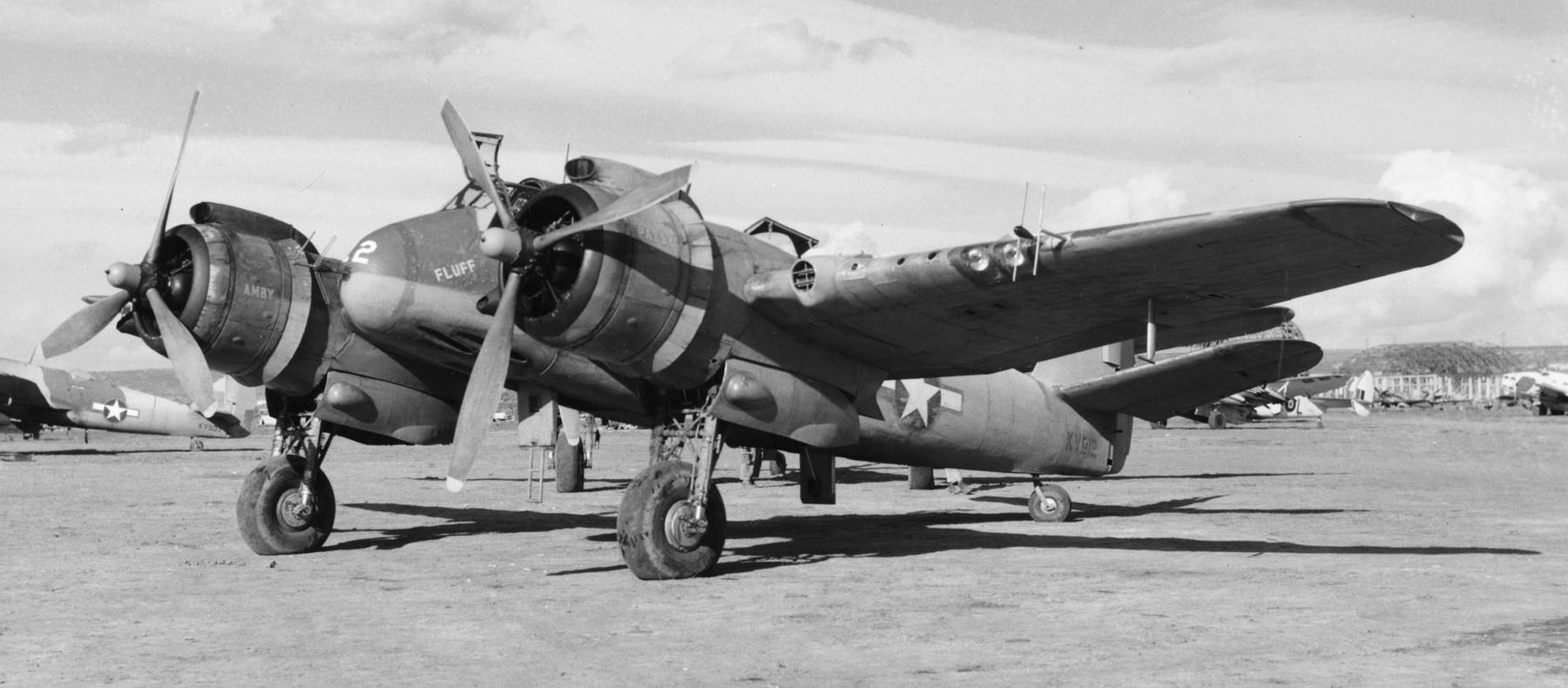
Eine Beaufighter VIF der US-amerikanischen 415th Night Fighter Squadron, Juli 1943, Italien. Die 415th NFS war vom 25. September bis 30. November 1944 in Dijon-Longvic stationiert.

## Flug
Die „Pommern“ startete am 27. September 1944 um 20:15 Uhr in Stuttgart-Echterdingen. Der Flug sollte in etwa 1,5 km Höhe über französisches Gebiet entlang der Schweizer Grenze durchgeführt werden. Südfrankreich war zwar bereits von alliierten Truppen besetzt, doch schien die Wetterlage eine Begegnung mit feindlichen Nachtjägern auszuschließen. Um 2:05 Uhr wurde in Barcelona die Maschine als überfällig gemeldet. Da kein Funkkontakt mit der Besatzung bestanden hatte, sind alle Nachforschungen ergebnislos geblieben.

## Flugzeug

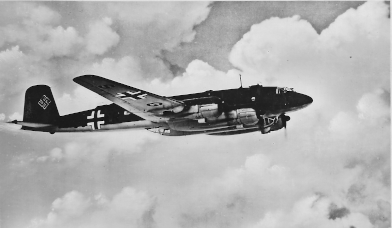
Eine ähnliche Focke-Wulf Fw 200C

Die Maschine wurde als eine von fünf Fw 200KC-1 von Japan bestellt. Das Reichsluftfahrtministerium (RLM) entschied jedoch bereits am 15. November 1939, die Flugzeuge in der Ausführung Fw 200C-2 für die I. Gruppe des Kampfgeschwaders 40 (I./KG 40) fertigzustellen, da eine Überführung nach Japan nicht mehr durchführbar erschien. Am 26. Juni 1940 wurde jedoch festgelegt, dass drei der Flugzeuge als unbewaffnete Transporter für den Einsatz in Norwegen als Fw 200D-2 mit Vorrichtungen für den Segelflugzeugschlepp fertigzustellen. Nach der Kapitulation Norwegens sollten die drei Flugzeuge zur 2. Staffel der K.Gr. z.b.V. 108 überstellt werden.
Durch die Kapitulation Frankreichs wurde die Abordnung nicht umgesetzt, und die Deutsche Lufthansa (DLH) erhielt die Flugzeuge. Die D-2c (Werknr. 21) wurde im Oktober 1940 als D-AMHL mit dem Namen Pommern in Dienst gestellt. Da sie von der DLH für die ursprünglich geplanten Transportflüge Dakar–Casablanca jedoch nicht gebraucht wurde, diente sie bei Focke-Wulf mit militärischer Tarnung und dem Stammkennzeichen NA+WN als Versuchsträger und Reiseflugzeug in die besetzten Gebiete. Es folgte ab Januar 1943 eine kurzzeitige Verwendung bei der Lufttransportstaffel (LTS) 290, wonach sie wieder ab Juli 1943 der DLH als Verkehrsflugzeug zur Verfügung gestellt wurde. Nach Überholungs- und Wartungsarbeiten nahm sie wieder als D-AMHL „Pommern“ im November 1943 den Flugbetrieb auf und flog bis zum 1. April 1944 auf der Strecke Berlin–Kopenhagen–Oslo. Danach wurde sie auf der Strecke nach Spanien eingesetzt. Nach dem Abschuss der D-AMHL „Pommern“ stellte die Lufthansa die Linienflüge nach Spanien ein.